# Christian Sylvius von Monsterberg (Landrat, 1724)
Christian Sylvius von Monsterberg (auch Monstaberg) (geb. 9. Oktober 1724; gest. 26. Februar 1802) war ein preußischer Landrat.

## Leben
Christian Sylvius von Monsterberg war Angehöriger des schlesischen Uradelsgeschlechts Monsterberg. Er war der Sohn des gleichnamigen Vaters Christian Sylvius von Monsterberg (* 1693; † 18. Jahrhundert), Erbherr auf Ober-Wilkau, und dessen Ehefrau Helena Friederika (1697–1757), geb. von Salisch aus dem Haus Jeschütz. Nach dem Besuch der Ritterakademie Liegnitz immatrikulierte er sich am 25. Mai 1746 an der Universität Jena. Nach seiner universitären Zeit wandte er sich wohl der landwirtschaftlichen Tätigkeit zu. 1790 wurde er nach vorausgegangener Wahl neuer Landrat des Kreises Namslau, womit er Nachfolger des zuvor aus dem Amt verabschiedeten George Ernst von Czettritz und Neuhaus wurde. Das Amt als Landrat übte er bis zum Jahr 1800 aus, Nachfolger wurde sein Schwiegersohn Ernst Wilhelm Christian von Heydebrand und der Lasa.

## Persönliches
Christian Sylvius von Monsterberg saß auf Ober-Wilkau. 1754 heiratete er Charlotta Eleonora (* 1753), geb. von Engelhardt aus dem Haus Hartlieb. Die gemeinsame Tochter Eleonore Sylvia (1755–1819) war mit Ernst Wilhelm Christian von Heydebrand und der Lasa verheiratet, der im Jahr 1800 sein Nachfolger als Landrat des Kreises Namslau wurde.